# Action Half-Life
Action Half-Life — модификация для компьютерной игры Half-Life. Первая версия выпущена в 1999 году.

## История разработки
Action Half-Life была создана командой независимых разработчиков, возглавляемой Дуэйном Дугласом. В 1999 году, спустя год, после выхода оригинальной игры, появилась первая версия модификации. Стабильной версии 1.0 предшествовало несколько бета-версий. Развитие модификации длилось вплоть до 2003 года, когда вышла последняя версия.
Основной целью разработчиков было внесение в игру новых возможностей, направленных на увеличение зрелищности. Помимо несколько изменений игрового процесса, модификация вносит и некоторые графические усовершенствования.
Существует более современная версия модификации для Half-Life 2 — Action Half-Life 2.

## Описание
В числе изменений, вносимых модификацией, является система трюков — различные кинематографические эффекты, такие как bullet time (реализация схожа с игрой Max Payne) или эффект, при котором игроку показывается крупным планом пуля, летящая в сторону врага и вращающаяся в полёте. Также появилась возможность держать два вида оружия в руках вместо одного, новые виды вооружения и некоторые графические улучшения для движка Half-Life.